# María Concepción Mulino
María Concepción Mulino de Saavedra es una política venezolana, actualmente diputada suplente de la Asamblea Nacional por el estado Carabobo. También ha ejercido diferentes cargos público, trabajó en la entonces Corte Suprema de Justicia en Sala de Casación Civil como abogada asistente (1988-2000). Fue funcionaria de alta dirección en la Gobernación del Estado Carabobo como directora general de Legislación (2000-2005) y en la alcaldía del municipio San Diego donde fue consultor jurídico y directora general de la Alcaldía. Además se ha desempeñado como profesora universitaria desde el año 1994 impartiendo las cátedras de Casación Civil, Derecho Procesal Civil II y III y Derecho Público.

## Educación
Mulino es abogada egresada de la Universidad Católica Andrés Bello, donde ha recibido las especializaciones en derecho administrativo, con mención summa cum laude, y en derecho procesal. Tiene un magíster en ciencia política y administración de la Universidad de Carabobo, además de un doctorado en ciencias económicas y sociales.
María Concepción Mulino, más conocida como Conchita Mulino, es Abogada egresada de la Universidad Católica Andrés Bello en el año 1988, realizó su doctorado en Ciencias Económicas y Sociales en la Universidad de Carabobo Valencia-Venezuela y la Tesis doctoral se denominó “Las mutaciones originadas en las interpretaciones vinculantes de la Sala Constitucional del Tribunal Supremo de Justicia de Venezuela.  (Periodo 2000-2018)” habiéndose titulado de doctora en el año 2021. 
Estudios anteriores realizados fueron la Maestría en Ciencia Política y Administración Pública cursado en la Universidad de Carabobo- Venezuela y cuya tesis de grado fue titulada "La desviación de poder en las campañas electorales en Venezuela", obteniendo el título de Magíster en el año 2014, un año antes de postularse al cargo de Diputada a a Asamblea Nacional por el Estado Carabobo. Las especializaciones tanto en Derecho Administrativo (summa cum laude) como en Derecho procesal (cum laude) fueron cursadas en la Universidad Católica Andrés Bello, Caracas-Venezuela.

## Carrera
Entre 2006 y 2020, ha ejercido diferentes cargos en la alcaldía del municipio San Diego del estado Carabobo, incluyendo como directora general de operaciones, coordinadora de gestión interna y administración tributaria, directora de consultoría jurídica, y miembro principal de las junta directivas tanto del cuerpo policial como del cuerpo de bomberos municipales.
Mulino fue electa como diputada suplente por la Asamblea Nacional por el estado Carabobo para el periodo 2016-2021 en las elecciones parlamentarias de 2015, en representación de la Mesa de la Unidad Democrática (MUD). En 2019, María fue incluida en una lista presentada por la diputada Delsa Solórzano de diputados, entre principales y suplentes, que han sido víctimas de «violaciones de sus derechos humanos, así como de amenazas, intimidación o suspensión ilegal de su mandato en el actual período legislativo».
Ha sido profesora contratada de la Universidad George Washington, profesora asociada entre 2002 y 2020 en la cátedra de derecho público en la Universidad de Carabobo, y entre 2006 y 2018 en la cátedra procesal civil III de la Universidad José Antonio Páez. También ha sido profesora de postgrado de la Universidad Católica Andrés Bello.

## Vida personal
Actualmente se encuentra en el exilio en España acompañada de su esposo Luis Enrique Saavedra Ardila e hijas Mariana Teresa y Susana Virginia. Es hija del Dr. Freddy Antonio Mulino Betancourt, ingeniero civil, profesor universitario de la Facultad de Ingeniería de la Universidad de Carabobo y de Esther Ríos de Mulino. Es la quinta de seis hermanos. Freddy Antonio, Carmen Zoila, Esther Josefina, José Ricardo, María Concepción (conchita) y Maristela Auxiliadora Mulino Ríos.

## Publicaciones
Publicación 2020: 	La Mutación Constitucional	 (2020).  Revista La Pasión del Saber de la Universidad José Antonio Páez, Número 16	Indexada en REDIB http://w3.ujap.edu.ve/pasion/ISSN 224-7857.
Relación de las sentencias dictadas en materia del recurso de interpretación por la Sala Constitucional del TSJ durante el periodo 2000-2018 (2020).  	Edición N° 73 de la Revista de la Facultad de Derecho de la UCAB	REVENCYT código RVA036 y en LATINDEX Folio 19150, bajo el N° ISSN0255-5328. http://revistasenlinea.saber.ucab.edu.ve/temas/index.php/rfderecho Archivado el 10 de junio de 2021 en Wayback Machine.
Publicación 2019: El origen de la Mutación Constitucional (2019).  	Anuario N° 41 del Instituto de Derecho Comparado de la Facultad de Ciencias Jurídicas y Políticas de la Universidad de Carabobo	REVENCYT código RVA023 y en LATINDEX bajo el N° ISSN1316-5852.  Transfiguración Constitucional en la Convocatoria de la Asamblea Nacional Constituyente de Venezuela del 2017. Revista La Pasión del Saber de la Universidad José Antonio Páez, Número 15 de fecha 1 de enero de 2019. Indexada en REDIB y REVENCYT
Publicación 2018:La Mutación Constitucional (2018). Anuario N° 41 del Instituto de Derecho Comparado de la Facultad de Ciencias Jurídicas y Políticas de la Universidad de Carabobo, correspondiente al año 2017. Indexada en Latindex, Revencyt y Fonacit
Publicación 2017:	Las Sentencias Interpretativas de la Sala Constitucional de Venezuela y el estado de derecho (2017). Anuario N° 40 del Instituto de Derecho Comparado de la Facultad de Ciencias Jurídicas y Políticas de la Universidad de Carabobo, correspondiente al año 2017. Indexada en Latindex, Revencyt y Fonacit
Publicación 2015:	Vicios en los que puede incurrir el sentenciador al dictar su decisión infringiendo el principio de inmediación ámbito de la Casación Social (Laboral) (2015). Anuario N°38 Del Instituto de Derecho Comparado de la Facultad de Ciencias Jurídicas y Políticas de la Universidad de Carabobo (REVENCYT CÓDIGO RVA023 Y EN LATINDEX BAJO EL ISSN 1316-5852, DEL AÑO 2015. http://servicio.bc.uc.edu.ve/derecho/revista/index.htm.  

Publicación 2014: 	Nuevas Tendencias de Unificación de Doctrina en el Ordenamiento Jurídico Venezolano. Anuario M° 37 (REVENCYT código RVA023 y en LATINDEX bajo el N° ISSN 1316-5852 correspondiente al año 2014.http://servicio.bc.uc.edu.ve/derecho/revista/idc37/anuario372014.pdf
Publicación 2013: El ventajismo en el Periodo Electoral a la Reelección Presidencial: La Equidad Electoral. Anuario M° 36 (REVENCYT código RVA023 y en LATINDEX bajo el N° ISSN 1316-5852 correspondiente al año (2013). http://servicio.bc.uc.edu.ve/derecho/revista/idc36/anuario362013.pdf
Publicación 2009: 	Nuevas Tendencias de Unificación de Doctrina en el Ordenamiento Jurídico Venezolano (2009) Actualizado.
Cuadernos INFOLEX 1, Libro Aniversario 40 años, Escritorio Villalba, Morales, rueda y asociados, A.C., Valencia (2009).
Publicación 2007:	Nuevas Tendencias de Unificación de Doctrina en el Ordenamiento Jurídico Venezolano (2007).
Revista de la Facultad de Ciencias Jurídicas y Políticas Nueva Época. N° 3 Año 2007. ISSN 1856-7878. http://servicio.bc.uc.edu.ve/derecho/revista/3-2007/art%207.pdf.
Publicación 2006: 	Las nuevas disposiciones de la ley orgánica de la administración pública y sus implicaciones organizativas y de funcionamiento en la administración pública venezolana. (2006) Revista de la Facultad De Derecho n° 60-61, de la universidad católica Andrés bello, caracas. Venezuela, ISSN 0255-5328. AÑO 2995-2006. http://biblioteca2.ucab.edu.ve/anexos/biblioteca/marc/texto/Revderecho60-61.pdf
Publicación 2006:	El Principio de Mutabilidad en los Servicios Públicos (2006). Publicación actualizada en la Revista IURIDICA de la Universidad Arturo Michelena 3/2006 Enero/Junio. ISSN: 1856-0131. https://vlexvenezuela.com/vid/principio-mutabilidad-servicios-publicos-652199525.
Publicación 2003:	Desviación de Poder (2003).	Revista de Derecho Público Contemporáneo Libro Homenaje a Jesús Leopoldo Sánchez, Volumen I, enero-abril 2003, Estudios del Instituto de Derecho Público, Universidad Central de Venezuela. Año 2003.
Publicación 2002:	El Principio de Mutabilidad en los Servicios Públicos (2002) (2006). Revista Tachirense de Derecho San Cristóbal, número 14/2002. 
Publicación 2000: 	Jurisprudencia sobre las medidas preventivas en amparo en Sala de Casación Civil / María C. MULINO RIOS.-- pp. 189-193.-- En: Revista Venezolana de Estudios de Derecho Procesal / Instituto Venezolano de Estudios de Derecho Procesal, INVEDEPRO.-- Caracas: Editorial LIVROSCA, 3 (enero-junio) (2000). http://www.ulpiano.org.ve/revistas/php/buscar.php?base=artic&cipar=artic.par&Formato=a&Opcion=detalle&Expresion=NI=112
Publicación 1998:	Resolución Alterna de Conflictos. Memoria de la Cumbre Iberoamericana de Presidentes de Cortes y Tribunales Supremos de Justicia. Caracas, 1998. María Mulino y Luis Aquiles Mejía
Premios Científicos o Humanístico
.
•	Reconocimiento por Antigüedad Ciudad de San Diego, otorgada por el Alcalde del Municipio San Diego del Estado Carabobo, en fecha 10 de diciembre de 2015.
•	Condecoración Orden Arminio Borjas, otorgada por otorgada por el Colegio de Abogados del Estado Carabobo, en fecha 23 de junio de 2012.
•	Condecoración Medalla al Mérito “Cruz de Honor de la Policía de San Diego” otorgada por el Instituto Autónomo Policía Municipal de San Diego (IAMPOSAD) en fecha 16 de julio de 2011.
•	Condecoración “Sol de Carabobo” en su Primera Clase otorgada por la Gobernación del Estado Carabobo en fecha diciembre de 2005. 
•	Condecoración Orden Cristóbal Mendoza segunda clase, otorgada por el Colegio de Abogados del Estado Carabobo, en fecha 23 de junio de 2004.